# 東大阪市立太平寺小学校
東大阪市立太平寺小学校（ひがしおおさかしりつ たいへいじしょうがっこう）は、かつて大阪府東大阪市寺前町にあった公立小学校。

## 沿革
- 1941年（昭和16年）11月5日 - 開校。
- 2018年（平成30年）3月31日 - 閉校。

## 通学区域
- 岸田堂北町、岸田堂西1-2丁目、岸田堂南町、寿町1丁目、俊徳町4丁目11番12-25号、俊徳町5丁目8-11番、太平寺1-2丁目、寺前町1-2丁目[1]